# Qingyi (affluent du Dadu)
Pour les articles homonymes, voir Qingyi.
La Qingyi (caractères chinois : 青衣江) est une rivière  qui coule dans la province chinoise du  Sichuan. C'est un affluent majeur du Dadu lui-même affluent du fleuve Yangzi Jiang. La rivière est longue de 276 kilomètres et son bassin versant a une superficie de 13 300 km².

## Description
Le fleuve prend sa source en haute montagne au pied du Shu-Xi-Ying (5364 m) ; il se jette dans la Dadu près de la ville de Leshan à une altitude de 361 mètres. Le fleuve coule dans une région montagneuse situé au milieu de la province du Sichuan. Son altitude moyenne est de 1930 mètres. Sur plus de 60% de son cours supérieur et moyen le fleuve circule dans des gorges tandis que dans son cours inférieur il circule dans une région de basse montagne et de collines. Le climat est subtropical avec une mousson et la température annuelle moyenne est comprise entre 15 et 18 °C. Le volume de précipitations annuel sur le bassin versant est compris entre 790 et 2400 mm avec une moyenne de 1287 mm. 60% des précipitations ont lieu durant la saison de la mousson entre juillet et septembre. Le bassin versant comporte trois villes de niveau de préfecture - Yaan, Meishan et Leshan - et la population totale était en 2005 de 1,35 million habitants. Les principales productions sont le riz (récole bisannuelle)), le blé, l'avoine ainsi que le thé, les fruits et les légumes. Les principales ressources minérales sont constituées par des carrières de granit et de marbre abondantes dans la région. Depuis les années 1980 une activité industrielle s'est développée dans les secteurs de la production d'énergie, de la construction mécanique et de la chimie.
Son nom dérive de celui d'une principauté qui existait vers 816 av. J.-C. dans cette région : lke royaume de Qingyi Qiang. Qingyi  signifie habit bleu et fait référence à la couleur des vêtements des notables de ce royaume.